# Hyannis (Nebraska)
Hyannis je selo u američkoj saveznoj državi Nebraska. Prema popisu stanovništva iz 2010. u njemu je živjelo 182 stanovnika.